# Glenea rufuloantennata
Glenea rufuloantennata är en skalbaggsart som beskrevs av Stefan von Breuning 1966. Glenea rufuloantennata ingår i släktet Glenea och familjen långhorningar.
Artens utbredningsområde är Filippinerna. Inga underarter finns listade i Catalogue of Life.